# Pilgrim (hop)
Pilgrim is een hopvariëteit, gebruikt voor het brouwen van bier.
Deze hopvariëteit is een “bitterhop”, bij het bierbrouwen voornamelijk gebruikt voor zijn bittereigenschappen. Deze Engelse variëteit werd ontwikkeld in het Wye College te Kent en op de markt gebracht in 2000.

## Kenmerken
- Alfazuur: 10 – 12%
- Bètazuur: 4,3 – 5%
- Eigenschappen: gelijkend op Target maar een rijker hoparoma